# Пол Нуже
Пол Нуже (на френски: Paul Nougé) е белгийски франкофонски журналист, фотограф и писател.

## Биография
Пол Нуже е роден на
Роден от френски баща, който произхожда от френския район „Чарент“ и белгийска майка, Пол Нуже посещава френско училище в Брюксел, където учи Биологична химия и работи като биохимик в медицинска лаборатория от 1919 до 1953 г.
Той става основател на първата белгийска комунистическа партия през 1919 г. През ноември 1924 г. създава вестник Correspondance, в който публикува 26 брошури до септември 1925 г. в сътрудничество с Camille Goemans и Marcel Lacomte. През юли 1925 г. е изгонен от партията. През същата година Нуже се срещна с френските сюрреалисти – Луи Арагон, Андре Бретон и Пол Елюар и заедно подписват „Ла Революция първи и завинаги“ и се запознава с Луи Скутенер през 1926 г. Септември същата година бележи изготвянето на конституцията на белгийската сюрреалистична група, която обхваща Нуже, Goemans, Рене Магрит, E.L.T. Mesens и Андре Сорис.
През 1927 г. Nougé съставя плагиатствени примери на граматическа книга на Clarisse Juranville, илюстрирана с пет рисунки на Магрит. През 1928 г. основава списание Distances и написва каталога на поема на търговец на кожи, който е илюстриран от Магрит, озаглавен Le catalog Samuel (преработен от Didier Devillez, Брюксел, 1996). Той също така е написал предговор от изложба „Магрит“ в галерията „L'époque“ (подписана от неговите „съучастници“ Goemans, Mesens, Lecomte, Scutenaire и Souris) и предадена през януари 1929 г. в Шарлероа – концерт, проведен от Сурис, и изложба на Магрит („La conférence de Charleroi“, публикувана през 1946 г.). Между декември 1929 и февруари 1930 г. Нуже прави 19 снимки, непубликувани до 1968 г., под заглавието Subversion des images. Тези снимки са показани на Единбургския фестивал на изкуствата 2009 г. През 1931 г. написва предговора към изложба, която последва връщането на Магрит в Брюксел. Извадки от „Images défendues“ бяха публикувани през 1933 г. в брой 5 на Surrealisme au service de la Révolution.
През 1934 Nougé подписва „L'action immédiate“ в Документи 34, издаден от Mesens. През 1935 г. „Le Couteau dans la plaie“ („Ножът в раната“) е публикуван, а през 1936 г. в „Les Beaux-Arts“ в Брюксел е публикувана цел „René Magritte ou la révélation“. През същата година Нуже, заедно с Месейн, организира изключването на Сурис от групата.
Нуже се мобилизира през 1939 г. в Мериняк, след това в Биариц, по време на Втората световна война, като военна медицинска сестра. През 1941 г. Nougé предшества изложба, бързо затворена от окупационните сили, на снимки на Раул Убак в Брюксел L'expérience souveraine (The Sovereign Experience). През 1943 г. той публикува пълния текст на Рене Магрит или Снимки на изображенията. През януари 1944 г., под псевдонима на Пол Лехарантаис, той предшества нова изложба на Магрит, която беше критикувана от сътрудниците на нацизма. През 1945 г. Nougé участва в изложбата „Surrealisme“, организирана от галерията „Editions La Boétie de Bruxelles“. През 1946 г. той издава La Conférence de Charleroi и под заглавието Élémentaires предговор за изложбата на Magritte „Le Surrealisme en Plein Soleil“ (сюрреализъм в пълна слънчева светлина) в галерията на Дитрих.
Пол Нуже умира на 6 ноември 1967 г. в Брюксел.